# Mannophryne cordilleriana
Mannophryne cordilleriana es una especie de anfibio anuro de la familia Aromobatidae.

## Distribución geográfica
Esta especie es endémica del estado de Mérida en Venezuela. Habita en Santo Domingo entre los 1300 y 1950 m sobre el nivel del mar en la cordillera de Mérida.

## Publicación original
- La Marca, 1994 : Taxonomy of the frogs of the genus Mannophryne (Amphibia; Anura; Dendrobatidae). Publicaciones de la Asociación Amigos de Doñana, n.º 4, p. 1-75.[5]